# Avalanche Studios
Avalanche Studios Group – szwedzki producent gier komputerowych. Firma została założona przez Christofera Sundberga oraz Linusa i Viktora Blombergów w 2003 roku. Avalanche Studios posiada obecnie cztery oddziały mieszczące się w Sztokholmie, Nowym Jorku, Malmö i Liverpoolu. Popularność firma zdobyła dzięki wydaniu w 2006 roku gry Just Cause. Wszystkie gry firmy oparte zostały na autorskim silniku Avalanche Engine (nazywany silnikiem Apex).

## Gry
| Rok  | Nazwa              | Platforma | Platforma | Platforma | Platforma | Platforma | Platforma | Platforma | Platforma | Platforma |
| Rok  | Nazwa              | PS2       | PS3       | Win       | Xbox      | X360      | XONE      | PS4       | XSX       | PS5       |
| ---- | ------------------ | --------- | --------- | --------- | --------- | --------- | --------- | --------- | --------- | --------- |
| 2006 | Just Cause         | T         | N         | T         | T         | T         | N         | N         | N         | N         |
| 2009 | The Hunter         | N         | N         | T         | N         | N         | N         | N         | N         | N         |
| 2010 | Just Cause 2       | N         | T         | T         | N         | T         | N         | N         | N         | N         |
| 2011 | Renegade Ops       | N         | T         | T         | N         | T         | N         | N         | N         | N         |
| 2015 | Mad Max            | N         | N         | T         | N         | N         | T         | T         | N         | N         |
| 2015 | The Hunter: Primal | N         | N         | T         | N         | N         | N         | N         | N         | N         |
| 2015 | Just Cause 3       | N         | N         | T         | N         | N         | T         | T         | N         | N         |
| 2018 | Just Cause 4       | N         | N         | T         | N         | N         | T         | T         | N         | N         |
| 2019 | Generation Zero    | N         | N         | T         | N         | N         | T         | T         | N         | N         |
| 2019 | Rage 2             | N         | N         | T         | N         | N         | T         | T         | N         | N         |
| 2021 | Second Extinction  | N         | N         | T         | N         | N         | T         | N         | T         | N         |